# Boys Don't Cry (canción de Anitta)
«Boys Don't Cry» es una canción de la cantante brasileña Anitta. Fue lanzada a través de Warner Records el 27 de enero de 2022 como el quinto sencillo de su quinto álbum de estudio, Versions of Me (2022).

## Antecedentes y lanzamiento
Después del lanzamiento de «Faking Love» en octubre de 2021, Anitta confirmó que lanzaría un sencillo en inglés en enero de 2022, describiéndolo como una gran apuesta. El 21 de enero de 2022, se anunció «Boys Don't Cry» a través de la revista Glamour junto con su fecha de lanzamiento y su portada. Un día anterior al lanzamiento, Anitta publicó un adelanto de la canción a través de Instagram. La canción fue lanzada para descarga digital y streaming a través de Warner Records el 27 de enero de 2022 como el quinto sencillo del próximo quinto álbum de estudio de Anitta, Versions of Me.

## Composición
«Boys Don't Cry» es una canción de electropop y pop rock, descrita por tener una vibra retrofuturista similar a «Blinding Lights» de The Weeknd. Tiene un sonido oscuro y gótico e incluye sintetizadores y líneas de bajo con un estilo similar a la de Billy Idol.

## Video musical
El videoclip de «Boys Don't Cry» fue dirigido por Anitta y Christian Bleslauer. Originalmente, se planeaba lanzar el video un día después del lanzamiento de la canción, pero terminó siendo lanzado junto con la canción. El videoclip se estrenó en teatros de São Paulo y Río de Janeiro con la presencia de fanáticos seleccionados a través de una rifa realizada por el equipo de la cantante. El video sigue a Anitta mientras ella sale y escapa de un amante zombi, baila en una fiesta gótica clandestina y abandona a su prometido después de caminar por el pasillo con un vestido rojo. El video cuenta con varias referencias cinematográficas de la cultura pop, como Beetlejuice, Harry Potter, Runaway Bride, Las aventuras de Priscilla, reina del desierto; Titanic, Resident Evil, Warm Bodies, El quinto elemento y SLC Punk!.

## Presentaciones en vivo
Anitta interpretó «Boys Don't Cry» por primera vez en The Tonight Show Starring Jimmy Fallon el 31 de enero de 2022. El 26 de marzo de 2022, interpretó la canción junto con Miley Cyrus durante el set de Cyrus en el Lollapalooza Brasil. La presentación estará presente en la versión de lujo del álbum en vivo de Cyrus Attention: Miley Live. El 15 de abril de 2022, Anitta volvió a interpretar la canción en Good Morning America.

## Créditos y personal
Créditos adaptados de Tidal.
- Anitta – voz, composición
- BURNS – composición, producción, grabación, instrumentos,
- Rami Yacoub – composición, producción, producción de voz, programación, grabación, arreglista, instrumentos (bajo, tambores, guitarra y teclados)
- Bibi Bourelly – composición
- Sean Douglas – composición
- Chris Gehringer – masterización
- Serban Ghenea – mezcla
- Bryce Bordone – ingeniería de mezcla
- Kuk Harrell – producción de voz, grabación

## Posicionamiento en listas
| Listas (2022)                                | Mejor posición |
| -------------------------------------------- | -------------- |
| Brasil (Billboard Brazil Songs)              | 17             |
| Brasil (Top 100 Brasil)                      | 33             |
| Brasil (Top 10 Pop Internacional)            | 1              |
| Canadá (Billboard Canada CHR/Top 40)         | 37             |
| Estados Unidos (Billboard Mainstream Top 40) | 33             |
| Mundo (Billboard Global 200)                 | 124            |
| Panamá (Monitor Latino Top 20 Anglo)         | 15             |
| Paraguay (Monitor Latino Top 20 Anglo)       | 12             |
| Portugal (AFP)                               | 23             |
| Uruguay (Monitor Latino Top 20 Anglo)        | 13             |

## Historial de lanzamiento
| Región         | Fecha                | Formato(s)                  | Discográfica   | Ref.   |
| -------------- | -------------------- | --------------------------- | -------------- | ------ |
| Varios         | 27 de enero de 2022  | Descarga digital, streaming | Warner Records | [ 5 ]  |
| Italia         | 28 de enero de 2022  | Airplay                     | Warner Records | [ 32 ] |
| Estados Unidos | 8 de febrero de 2022 | Contemporary hit radio      | Warner Records | [ 33 ] |